# فرودگاه صحرایی گنزنر
فرودگاه صحرایی گنزنر (به انگلیسی: Gansner Field) یک فرودگاه همگانی است که یک باند فرود آسفالت دارد و طول باند آن ۱۲۵۱ متر است. این فرودگاه در کشور ایالات متحده آمریکا قرار دارد و در ارتفاع ۱۰۴۰٫۹ متری از سطح دریا واقع شده‌است.